# Chlewiska (Powiat Szydłowiecki)
Chlewiska ist ein Dorf sowie Sitz der gleichnamigen Landgemeinde im Powiat Szydłowiecki der Woiwodschaft Masowien, Polen.

## Gemeinde
Zur Landgemeinde Chlewiska gehören folgende 23 Ortschaften mit einem Schulzenamt:
Aleksandrów
Antoniów
Borki
Broniów
Budki
Chlewiska
Cukrówka
Huta
Koszorów
Krawara
Leszczyny
Majdanki
Nadolna
Ostałów
Ostałówek
Pawłów
Skłoby
Stanisławów
Stefanków
Sulistrowice
Wola Zagrodnia
Zaława
Zawonia
Ein weiterer Ort der Gemeinde ist Pociecha.